# PČ-172 Pohorje
PČ-172 Pohorje je bil patruljni čoln Jugoslovanske vojne mornarice razreda Mirna.
PČ je srbohrvaški akronim za patrolni čamac (patuljni čoln). 
Plovilo je bilo namenjeno varovanju državne meje na Jadranu, pa tudi protipodmorniškemu delovanju.

## Zgodovina
PČ-135 je bil izdelan v Titovi ladjedelnici (sh.: Titovem brodogradilištu) v Kraljevici leta 1964. Skupaj s sedmimi sestrskimi čolni razreda Mirna je bil PČ-133 razporejen v 11. granični mornarički odred (GMO), s sedežem v Šibeniku.
Po razpadu SFR Jugoslavije se je nahajal v Črni gori, kasneje je bil predelan v turistično ladjo z imenom Budva.